# Gio Paolo Bombarda
Gio Paolo Bombarda est le fondateur du Théâtre de la Monnaie à Bruxelles. Il est né à Rome vers 1650 et mort à Paris le 6 décembre 1712.

## Biographie

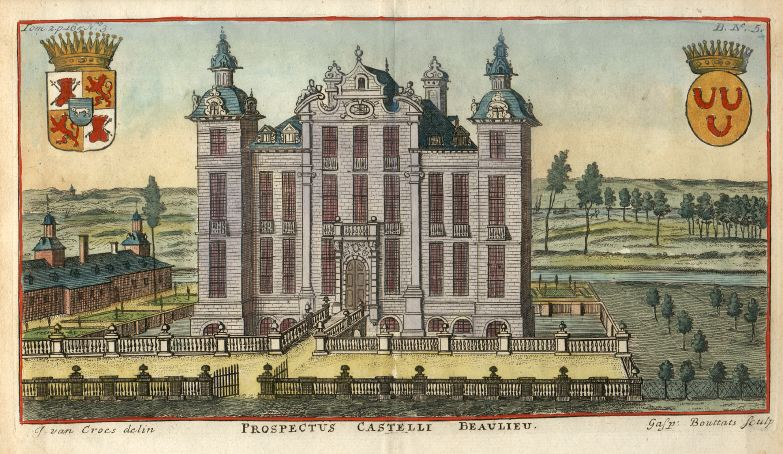
Le château de Beaulieu, résidence de Bombarda
(gravure de Jacques Harrewyn)

Musicien, conseiller et trésorier de Maximilien-Emmanuel de Bavière à Munich, il est engagé dans l'orchestre de la cour en 1680 et, en 1686, il épouse la fille du compositeur Ercole Bernabei. Lorsque l'électeur de Bavière devient gouverneur des Pays-Bas espagnols en 1692, Bombarda l'accompagne à Bruxelles et devient son émissaire auprès des banquiers français et hollandais. En 1693, il épouse en secondes noces, à Amsterdam, la fille du banquier anversois Cloots. Roussel crée en 1699 une médaille à leur effigie. En 1694, Bombarda et Pietro Antonio Fiocco louent l'Opéra du Quai au Foin qu'ils exploiteront durant trois ans.
Au lendemain du bombardement de Bruxelles par les troupes françaises du maréchal de Villeroy, Maximilien-Emmanuel de Bavière confie à Bombarda la construction d'un nouveau théâtre en plein cœur de la ville : le Théâtre sur la Monnoye ouvre ses portes en 1700.
Habile financier, Bombarda est appelé au chevet de l'Académie royale de musique de Paris en 1703, dont le directeur Jean-Nicolas de Francine ne parvient pas à redresser seul la situation.
Délaissant le service de l'électeur, Bombarda s'installe à Paris avec sa famille en 1705, dans une demeure de la rue d'Argenteuil, non loin du Palais-Royal, où il meurt en 1712.
Sa fille aînée, Anne-Marie-Pauline (1697-1719), épousa Jean-Jacques Amelot de Chaillou en 1716, tandis que son fils Pierre-Paul (1698-1783), connu sous le nom de Bombarde de Beaulieu, épousa en 1718 la fille de la célèbre salonnière Madame Doublet.